# Sankranti Bazar
Sankranti Bazar – gaun wikas samiti we wschodniej części Nepalu w strefie Kośi w dystrykcie Terhathum. Według nepalskiego spisu powszechnego z 2001 roku liczył on 704 gospodarstw domowych i 3550 mieszkańców (1799 kobiet i 1751 mężczyzn).